# Ornitholestes

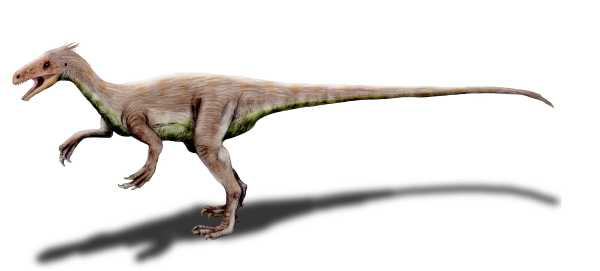
Representação artística de um Orinitholestes.

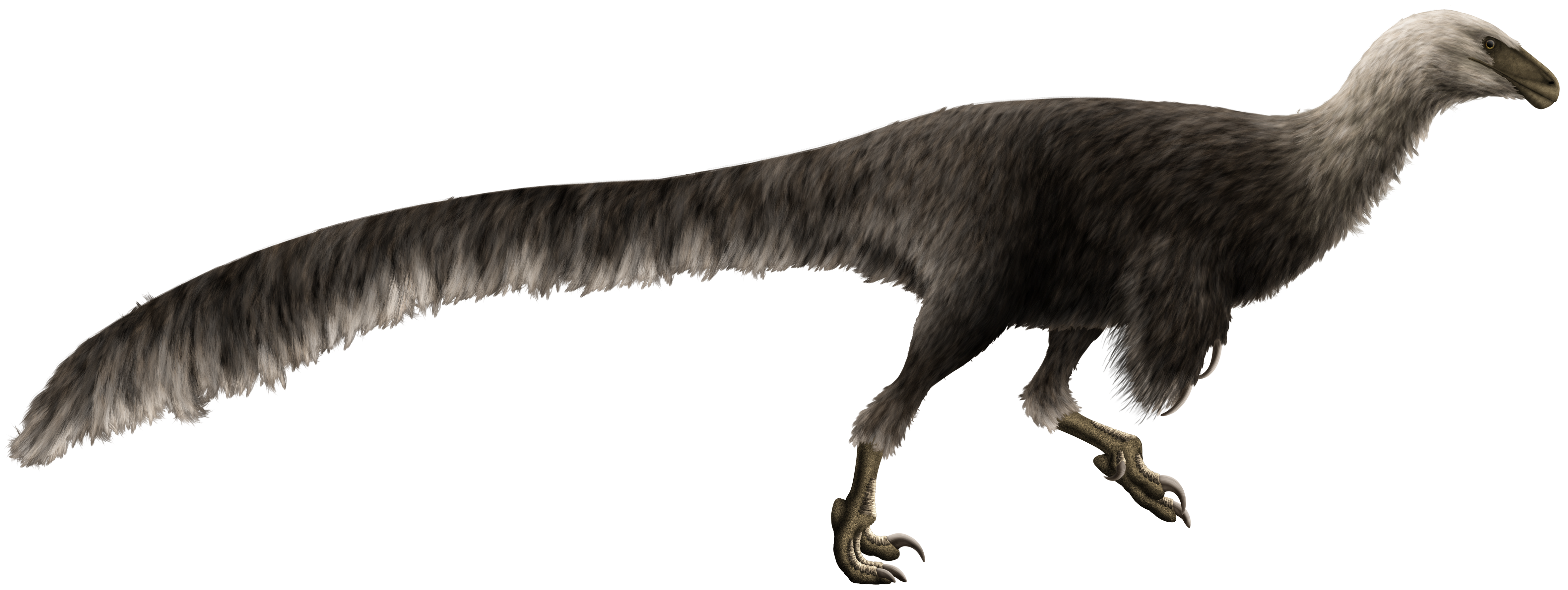
Reconstrução paleoartística de um Ornitholestes.

Ornitholestes (do latim "pássaro ladrão") foi uma espécie de dinossauro carnívoro e bípede que viveu no fim do período Jurássico e no início do período Cretáceo. Media em torno de 2 metros de comprimento e pesava cerca de 12,5 quilogramas.
O Orinitholestes era um pequeno dinossauro carnívoro que habitava o mesmo nicho que o Coelurus. Apesar de uma aparência semelhante, o Ornitholestes tinha uma constituição mais robusta que o Coelurus e membros relativamente curtos. No entanto, conseguia ser ágil o suficiente para caçar pequenos animais através de emboscadas.
O Orinitholestes viveu na América do Norte e seus fósseis foram encontrados nos Estados Unidos. Era pequeno, ágil e possuía um pescoço em forma de "S" e uma cauda muito comprida.

## Outras espécies
- Acredita-se que pelo menos mais duas espécies pertenceram ao gênero.